# Mollie Steimer
Mollie Steimer (Dunaevtsky, Rússia, 21 de novembre de 1897-Cuernavaca, Mèxic; 23 de juliol de 1980) fou una activista i fotògrafa anarquista russa, d'origen jueu.

## Biografia

### Naixement i emigració
Nascuda a Rússia, el seu veritable nom era Marthe Alperine. Marxà amb la seua família a Nova York, Estats Units, quan tenia 15 anys. Allí, Steimer treballà en una fàbrica de roba i s'involucrà en activitats sindicalistes. Això la portà a llegir llibres sobre política com els d'August Bebel (Dona i socialisme), Mijaíl Bakunin (Estatisme i anarquia), Piotr Kropotkin (Memòries d'un rebel) i Emma Goldman (Anarquisme i altres assaigs).

### Frayhayt
Al 1917, entra en el grup de jueus anarquistes Frayhayt (Llibertat), de Nova York. Steimer compartia un pis de sis habitacions en la 5 East 104th Street d'Harlem amb altres membres del grup. Aquest esdevingué el lloc on Frayhayt feia les assemblees i publicava el diari Der Shturm ('La tempesta').
El grup Frayhayt s'oposava a la intervenció dels Estats Units en la Primera Guerra Mundial. El 23 d'agost de 1918, sis membres del grup foren detinguts per publicar articles que soscavaven l'esforç bèl·lic nord-americà. Això incloïa la crítica al govern nord-americà per envair Rússia després que el govern bolxevic signara el tractat Brest-Litovsk.
Un membre del grup, Jacob Schwartz, fou colpejat amb tanta brutalitat per la policia que va morir poc després de la detenció. Els altres foren jutjats el 25 d'octubre sota la Llei d'Espionatge; Steimer fou declarada culpable i sentenciada a quinze anys de presó. A tres dels homes: Samuel Lipman, Hyman Lachowsky i Jacob Abrahams, els van sentenciar a vint anys.

### Detencions i campanyes als Estats Units i la Unió Soviètica
Molta gent als Estats Units quedà horroritzada davant aquesta condemna. Entre ells, Roger Baldwin, Norman Thomas, Felix Frankfurter, Margaret Sanger i Lincoln Steffens. Es formà una agrupació, la League of Amnesty of Political Prisoners ('Lliga per l'amnistia dels presos polítics') i es publicà un pamflet sobre el cas titulat: Is Opinion a Crime? (És un crim opinar?). Steimer i els altres tres anarquistes foren deixats en llibertat sota fiança a l'espera dels resultats de l'apel·lació.
Durant els mesos següents, Steimer fou detinguda set vegades però alliberada de nou sense càrrecs després de passar per diferents presons. El 30 d'octubre de 1919 la dugueren a la presó de Blackwell Island. El Tribunal Suprem confirmà la seua condemna sota la Llei d'Espionatge. Steimer fou traslladada a la presó de Ciutat Jefferson a Missouri.
En aquest període el fiscal general A. Mitchell Palmer, i el seu ajudant especial, John Edgar Hoover, utilitzaren la Llei de Sedició per fer una campanya contra els radicals i les seues organitzacions. Aquesta legislació va servir per a deportar els immigrants europeus involucrats en activitats polítiques que el govern considerara "esquerranes". Entre ells Steimer, Emma Goldman, Alexander Berkman i altres 245 persones que foren deportades a Rússia durant aquells anys.
Deportada a Rússia, a Estònia, Steimer arriba a Moscou el 15 de desembre de 1921. Poc després coneix que els seus companys Alexander Berkman i Emma Goldman havia estat deportats fora de la Unió Soviètica. El govern bolxevic havia iniciat la repressió als anarquistes després de l'aixecament de Kronstadt, i Steimer aviat esdevingué objectiu de la policia secreta russa. Allí coneixeria el que seria el seu company la resta de la seua vida, Senya Fleshin. Ells organitzarien temps després un grup d'ajut per als presoners anarquistes, recorrent el país per prestar assistència als anarquistes empresonats. L'1 de novembre de 1922, ella i Fleshin són detinguts i acusats d'auxiliar elements criminals a Rússia, i els condemnen a dos anys d'exili a Sibèria. Empresonats a Petrograd, es declararien en vaga de fam el 27 de novembre, i foren alliberats dies després. Els seria prohibit per les autoritats soviètiques eixir de la ciutat.
El 27 de juliol de 1923 serien de nou detinguts acusats de distribuir propaganda anarquista. A la presó, feren una altra vaga de fam, i foren alliberats gràcies a les protestes dels delegats estrangers anarcosindicalistes que es trobaven aquells dies en el congrés de la Profintern. Dies després, però, els seria notificada l'expulsió de la Unió Soviètica, i foren deportats a Alemanya, on es reuniren amb Emma Goldman i Alexander Berkman a Berlín.

### Ciutadans sense país a Europa

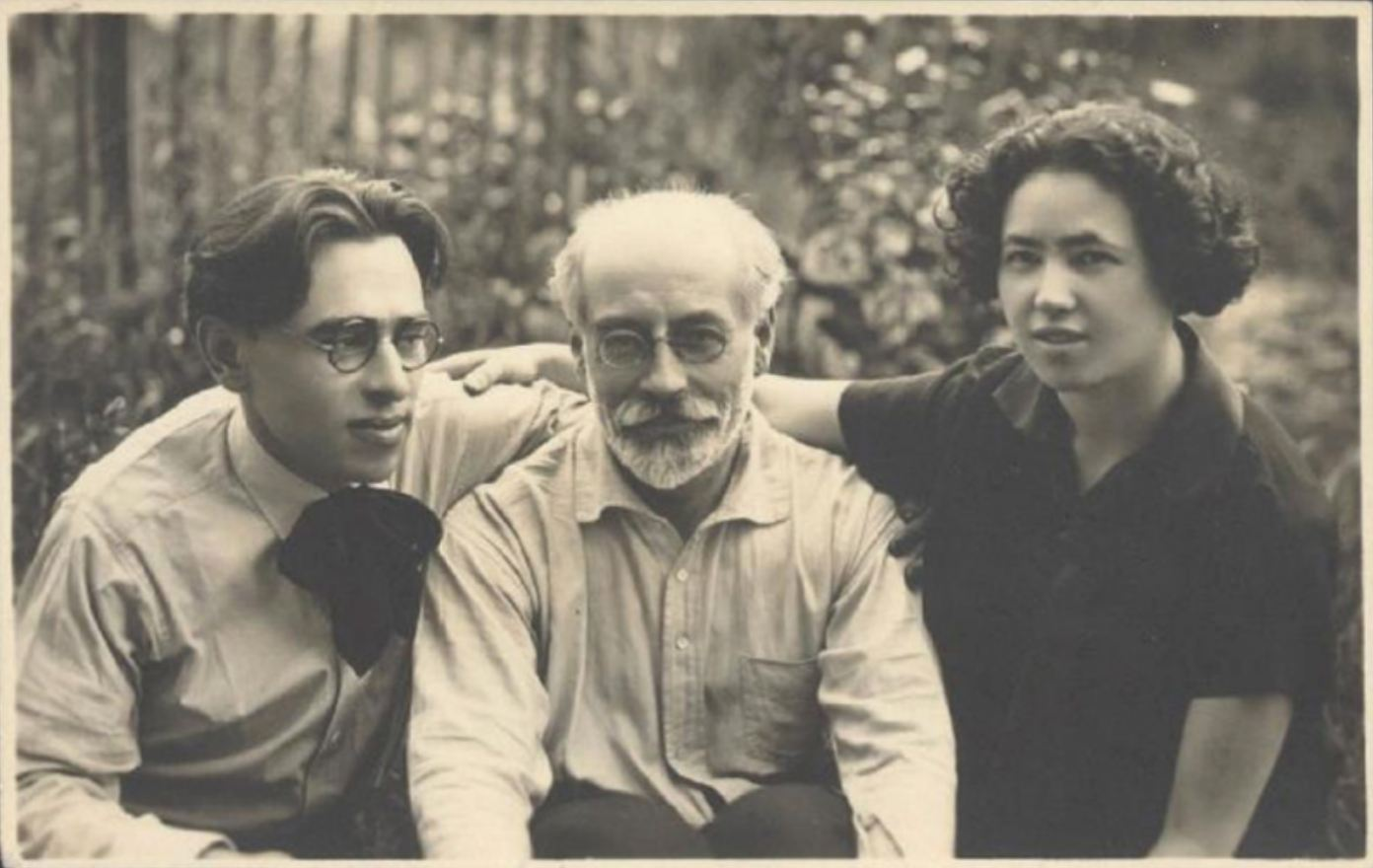
Senya Fleshin - Voline - Mollie Steimer a Berlin, anys 20

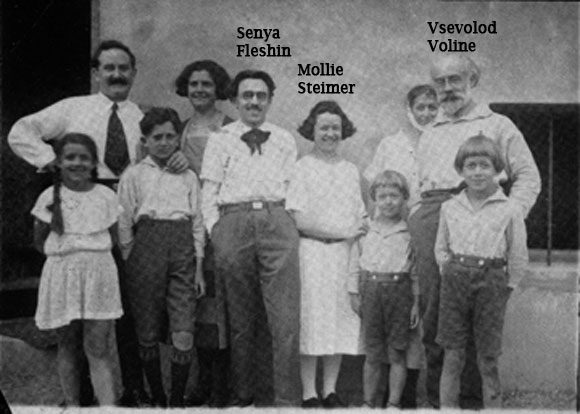
Senya Fleshin - Voline - Mollie Steimer a França, anys 30

Sense passaport i sense recursos, els primers anys a Alemanya foren difícils. Desil·lusionada per la manera en què els bolxevics havien usurpat la revolució, Steimer escriuria entre gener i maig de 1924 dos articles, En deixar Rússia i Els comunistes com a carcellers, publicats per la revista anarquista londinenca Freedom. Al 1924 s'establiria a París, vivint amb la família de Volin, abans de mudar-se a la casa d'un altre anarquista en l'exili, Jacques Doubinsky. En aquells anys, al costat de Fleshin, Berkman, Goldman, Volin, Mratchny i Alexander Shapiro, participà en el Comitè mixt per a la defensa dels revolucionaris empresonats a Rússia (1923-1926) i en la caixa de resistència de l'Associació Internacional dels Treballadors per als anarcosindicalistes a la presó (1926-32). Al 1927, a París, al costat de Volin, Berkman i Doubinsky, Fleshin i Steimer funden el Grup d'Ajut Mutu de París, que recolzava exiliats anarquistes de Rússia, estat espanyol, Bulgària, Itàlia o Portugal.
Ella criticaria durament la Plataforma Organitzativa escrita pels anarquistes ucraïnesos en l'exili Piotr Arshinov i Nestor Makhno, considerant que introduïa en l'anarquisme elements de lideratge respecte a les masses, i que duria a un desenllaç semblant al del bolxevisme. Senya havia començat a guanyar-se la vida com a fotògraf, i se li deuen moltes fotografies fetes als companys anarquistes en l'exili. Al 1929, rep una oferta de l'estudi fotogràfic de Sasha Stone a Berlín, i Mollie n'és contractada com a assistent. A Berlín roman fins a l'ascens de Hitler al poder al 1933. Aquest any tornen a París, on romanen fins a la Segona Guerra Mundial, al 1939. Després de l'ocupació alemanya, fugen a Marsella, des d'on agafarien un vaixell fins a Mèxic.

### Últims anys a Mèxic
Establerts a Ciutat de Mèxic, Senya i Steimer funden un estudi fotogràfic. A Mèxic es relacionen amb el grup anarquista Terra i Llibertat, format per exiliats espanyols. Mollie, que dominava, a més del rus, l'anglés, l'alemany, el francés, l'espanyol i l'ídix, es manté en contacte amb companys i publicacions anarquistes de tot el món. A Mèxic coneix també el poeta espanyol León Felipe, que li dedica un poema.
Al 1963, es retiren a la ciutat de Cuernavaca. Al 1976 s'hi filma un documental holandés sobre la figura d'Emma Goldman. Al 1980 és de nou filmada i entrevistada per a un documental de la Pacific Street Films, "Anarchism in America". Mor el 23 de juliol de 1980.

## Obres
- Tota una vida de lluita: la rebel·lió d'una anarquista condemnada per dos imperis. Mèxic D. F.: Torxa, 1980.